# Pfarrkirche Pottschach

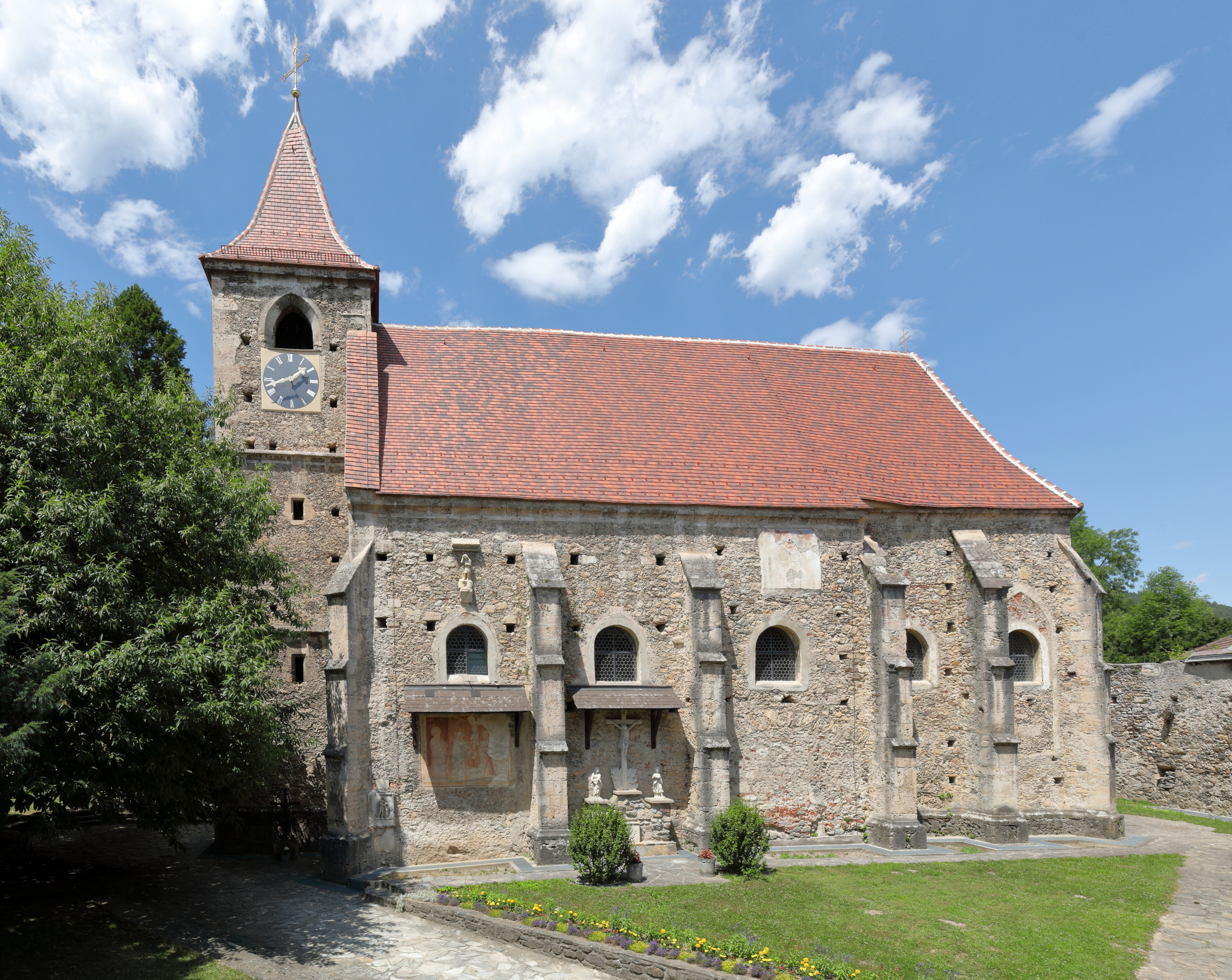
Katholische Pfarrkirche hl. Dionysius in Pottschach

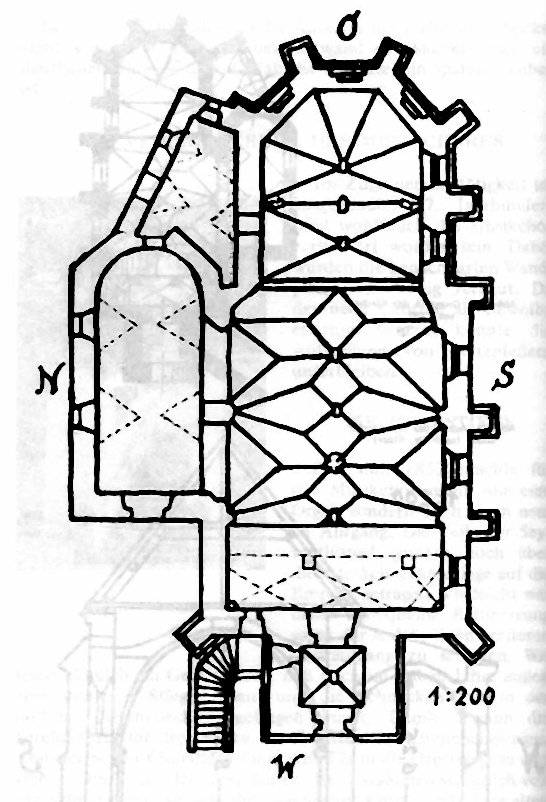
Grundriss der Kirche

Die Pfarrkirche Pottschach steht im Ort Pottschach in der Stadtgemeinde Ternitz im Bezirk Neunkirchen in Niederösterreich. Die auf den Heiligen Dionysius von Paris geweihte römisch-katholische Pfarrkirche gehört zum Dekanat Neunkirchen im Vikariat unter dem Wienerwald in der Erzdiözese Wien. Die Kirche mit dem Wehrkirchhof steht unter Denkmalschutz (Listeneintrag). Die Pfarrkirche bildet mit der Pfarrhof und dem Schloss Pottschach ein Bauensemble.

## Geschichte
Wahrscheinlich bestand schon in der Karolingerzeit in Pottschach eine Kirche. Mauerreste dieser alten Kirche wurden wohl für den heutigen Kirchenbau genutzt. Auch die Wahl des Hl. Dionysius als Kirchenpatron weist auf die Karolingerzeit hin.
Der 25 m hohen Turm wurde zwischen 1520 und 1526 errichtet. In dieser Zeit wurden die Mauern des Hauptschiffes erhöht und das bis heute bestehende Netzrippengewölbe geschaffen. Somit hatte die Kirche 1526, bis auf einige Zubauten, ihr heutiges Aussehen.
Wahrscheinlich im 16. Jahrhundert wurde eine Orgelempore errichtet. Die Chorstiege hierfür befand sich bis 1853 in der Kirche, bis sie dann durch eine steinerne an der Außenwand der Kirche ersetzt wurde.
Im 17. Jahrhundert wurden die Frauenkapelle und die Sakristei angebaut, außerdem wurde begonnen die Kirche zu barockisieren. Hierfür wurden die Altäre ersetzt und die vormals großen spitzbögigen bunten Glasfenster durch kleine hoch an der Wand befindliche Fenster ersetzt.

## Pfarre

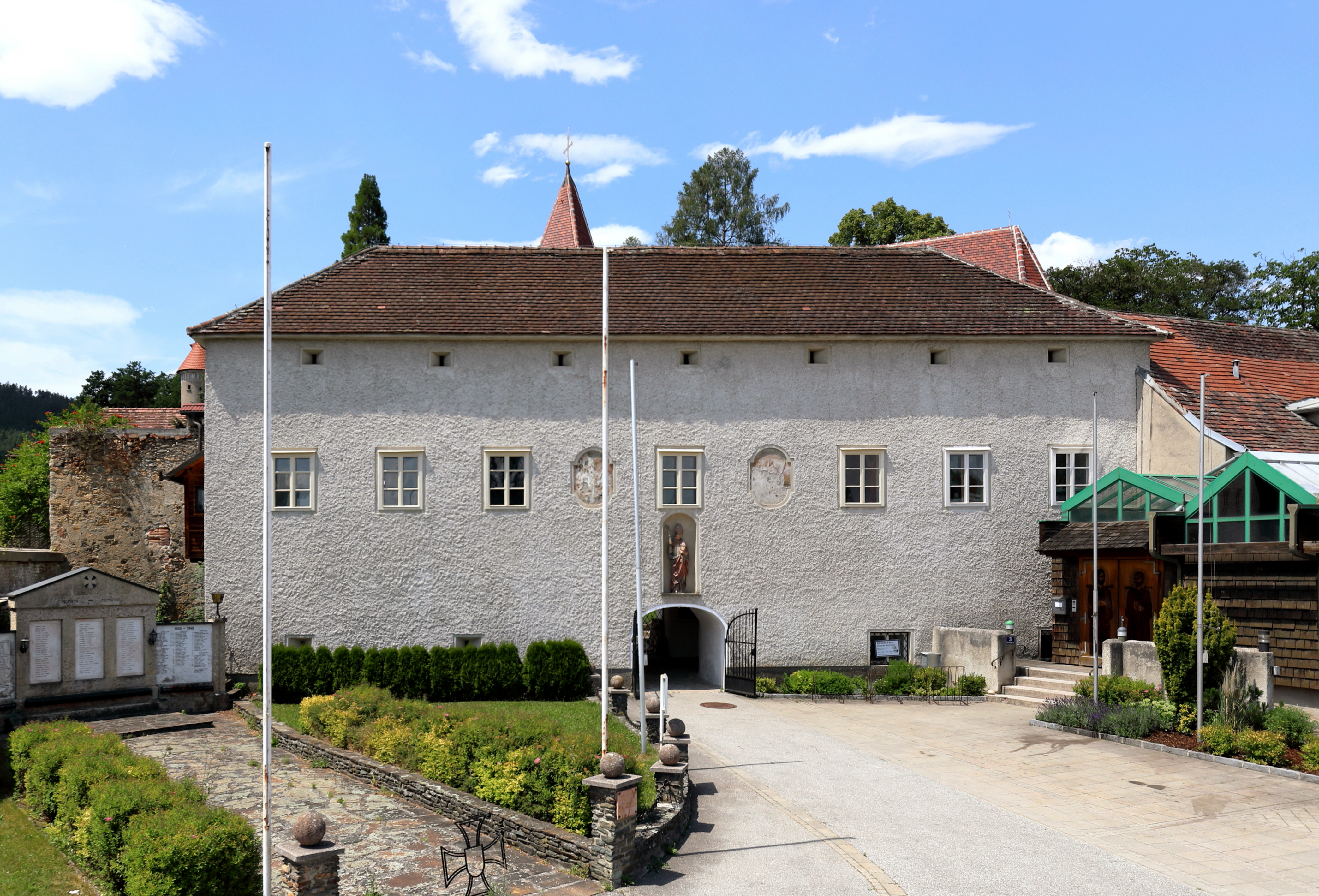
Pfarrhof

Die Pfarre Pottschach umfasst das Gemeindegebiet der Katastralgemeinden Pottschach und Holzweg, der Gemeinden Bürg-Vöstenhof und Buchbach, sowie einen Teil der Katastralgemeinde Putzmannsdorf. Sie gehört seit 1. September 2016 zum Dekanat Neunkirchen des Vikariat Unter dem Wienerwald und ist somit Teil der Erzdiözese Wien. Davor war sie Teil des Dekanats Gloggnitz. Bis zum 3. Juni 1994 war Pottschach eine Patronatspfarre. Patronatsherren waren die Besitzer von Schloss Pottschach.
Die Kapellen der Pfarre sind:
- Kalvarienbergkapelle in Pottschach
- Annakapelle in Pottschach
- Niederlkapelle in Pottschach
- Langkapelle in Buchbach
- Pinkelkapelle in Buchbach
- Schoberkapelle in Liesling
- Florianikapelle in Bürg
- Schlosskapelle in Vöstenhof
- Pürschhofkapelle am Gahns

Die Liste der bekannten Pfarrherren:
- ...Jans (Pfarrer von Pottschach genannt): 1342
- Heinrich Wulfing (Geselle): 1428
- Stephan Obermilner (Pfarrer): 1503
- Jörg Summerer (Vikar): 1544
- Petrus Sebeck: vor 1563
- Jakob Schlager (Protestant, verheiratet): 1563–1569
- Paul Kizky (Protestant, Pastor): 1583–1592
- Oswald Osterer (Protestant): nach 1592

- Georg Reinhard (Benediktiner): 1644–1657
- Jakob Huger: 1657–1659
- Johann Gudeschal: 1659–1661
- Georg Karl von Gaisruck (Freiherr): 1661–1670
- Franz Ferdinand Starkh: 1670–1673
- Johann Georg Altenhauser: 1673–1684
- Stephan Vrany (Zisterzienser): 1684–1687
- Johann Michael Koch (früher Erzpriester): 1688–1691
- Franz Gregor Tangerner: 1691–1699
- Johann Georg Möhler: 1699–1712
- Josef Fürst: 1712–1742
- Johann Leonhard Socher: 1742–1750
- Franz Leopold Dittel: 1750–1762
- Josef Maria Pimperl (Dechant): 1762–1770
- Philipp Greißl: 1770–1804
- Vinzenz Korbinian Strobel (Benediktiner): 1805–1839
- Johann Nepomuk Lechner: 1839–1859
- Ignaz Lojola Artner: 1859–1887
- Josef Zipfelmeyer: 1887–1897
- Alexander Bayerle: 1897–1935
- August Hajmasy-Semen: 1935–1959
- Johannes Groß: 1959–2009
- Wolfgang Fürtinger: 2009-heute

## Ausgestaltung und Einrichtung der Kirche

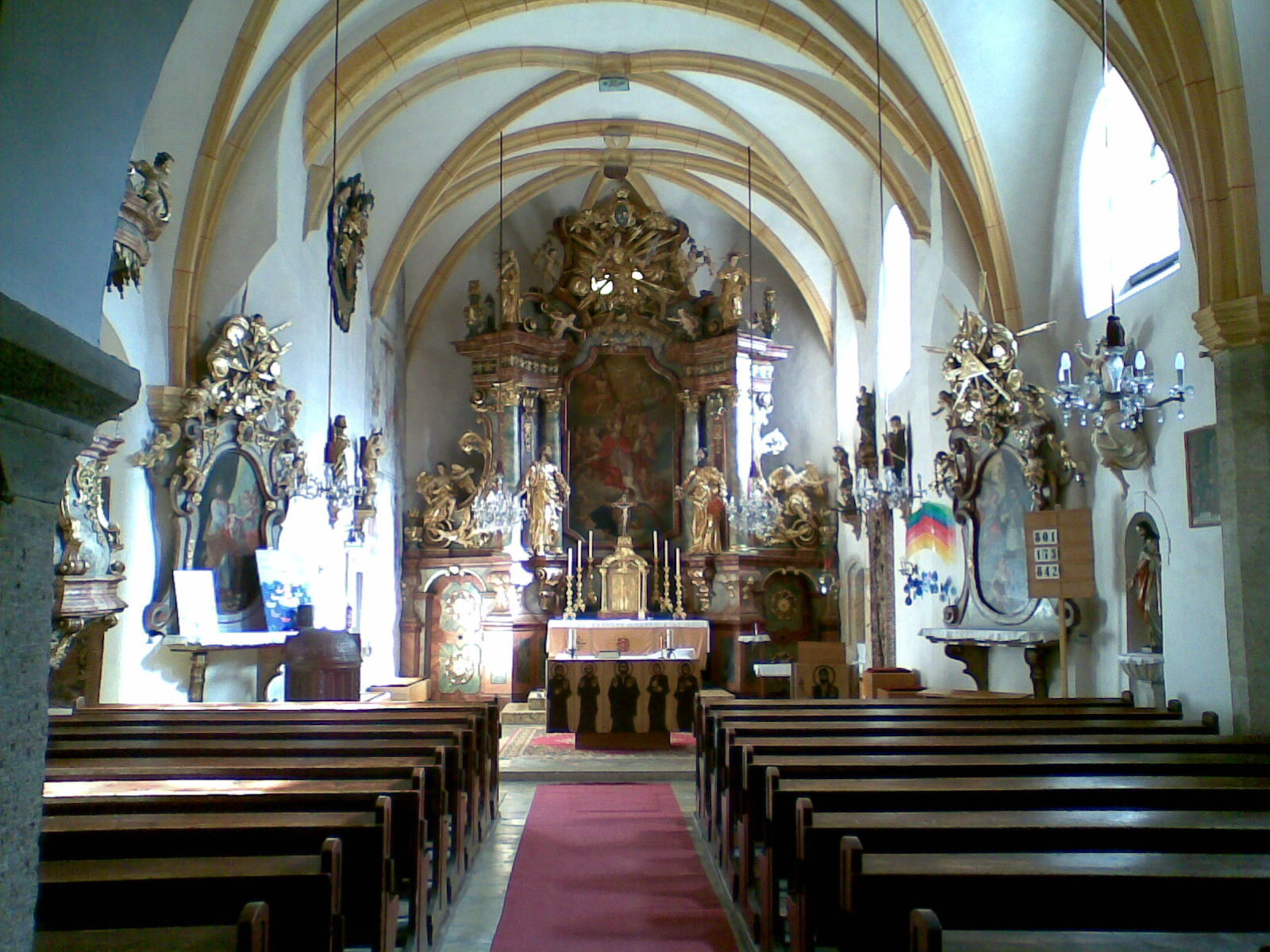
Hauptschiff

Der Hochaltar stammt aus dem Jahr 1733. Seine Mitte ziert ein Gemälde, das den Hl. Dionysius darstellt. Links und rechts des Bildes stehen Figuren der Apostel Petrus und Paulus.
Der Volksaltar und der Ambo wurden 1981 errichtet und mit Holzschnitzarbeiten vom international anerkannten österreichischen Künstler Prof. Robert Hammerstiel, der in Pottschach beheimatet ist, gestaltet. Sie zeigen Maria, Jesus, die Apostel, Johannes den Täufer, Moses und Elia.
Die beiden Seitenaltäre sind etwas jünger als der Hochaltar und stellen den hl. Josef und den hl. Johannes dar.

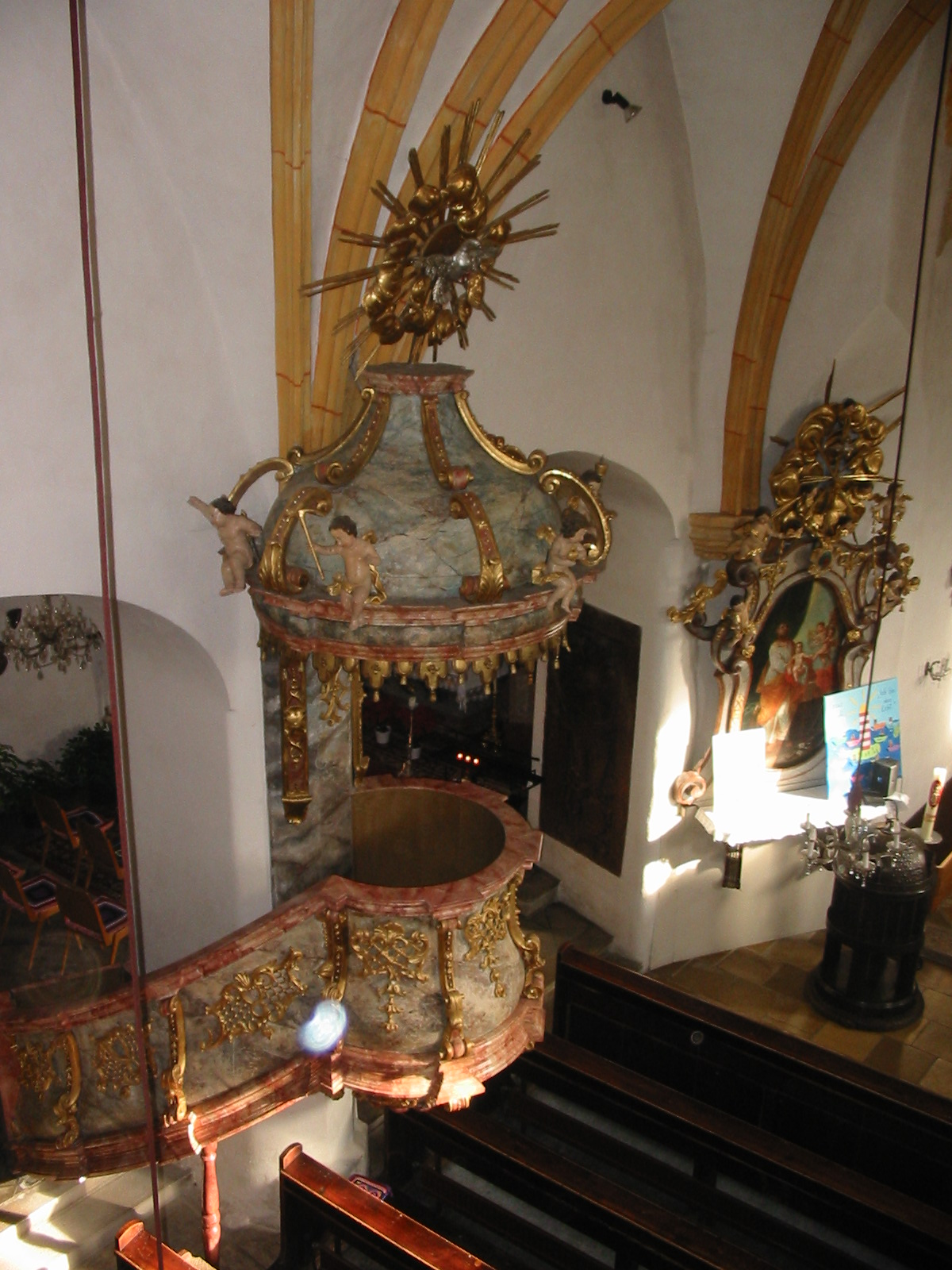
Kanzel

Die Kanzel stammt aus der gleichen Zeit wie der Hochaltar und ist eine der schönsten im umliegenden Raum.
Im Seitenschiff befindet sich eine Holzstatue des Hl. Dionysius, welche aus dem 16. Jahrhundert stammt. Früher stand sie im Pfarrhof, wurde aber dann restauriert und in der Kirche aufgestellt.
Das wichtigste Fresko in der Pottschacher Kirche befindet sich im Altarraum und stammt aus dem 16. Jahrhundert. Es stellt die Heilige Eucharistie auf eine einzigartige Weise dar. 

### Orgel
In der Pottschacher Kirche steht eine Orgel der Firma Walcker. Die erste Orgel war eine tragbare aus dem Jahr 1706. 1853 wurde eine Orgel der Firma Joseph Seyberth gekauft, die bis zum Jahr 1971 bestand. Die Orgel der Fa. Walcker-Mayer verfügt über acht Register, verteilt auf zwei Manuale und Pedal:
| I. Manual C–g3 |    |
| Rohrflöte      | 8′ |
| Prinzipal      | 4′ |
| Schwiegel      | 2′ |
| Mixtur 2-3fach |    |

| II. Manual C–g3 |    |
| Gedeckt         | 8′ |
| Spitzflöte      | 4′ |
| Prinzipal       | 2′ |

| Pedal C–f1 |     |
| Subbaß     | 16' |

- Koppeln: II/I, I/P, II/P

### Glocken
Im Turm hängen drei Glocken, zwei Stahlglocken und ein kleines Zügenglöckchen. Die alten Bronzeglocken wurden in den Weltkriegen eingeschmolzen.

## Frauenkapelle
Die Frauenkapelle ist ein Anbau aus dem 17. Jahrhundert an der Nordseite des Langhauses. In ihr befindet sich der Marienaltar. Er stammt aus dem Jahr 1740 und zeigt den Heiligen Franz Xaver im Sterbebett liegend. Die Statuen stellen Maria mit dem Jesuskind, die Hl. Anna und den Hl. Joachim dar.

## Wehrkirchhof

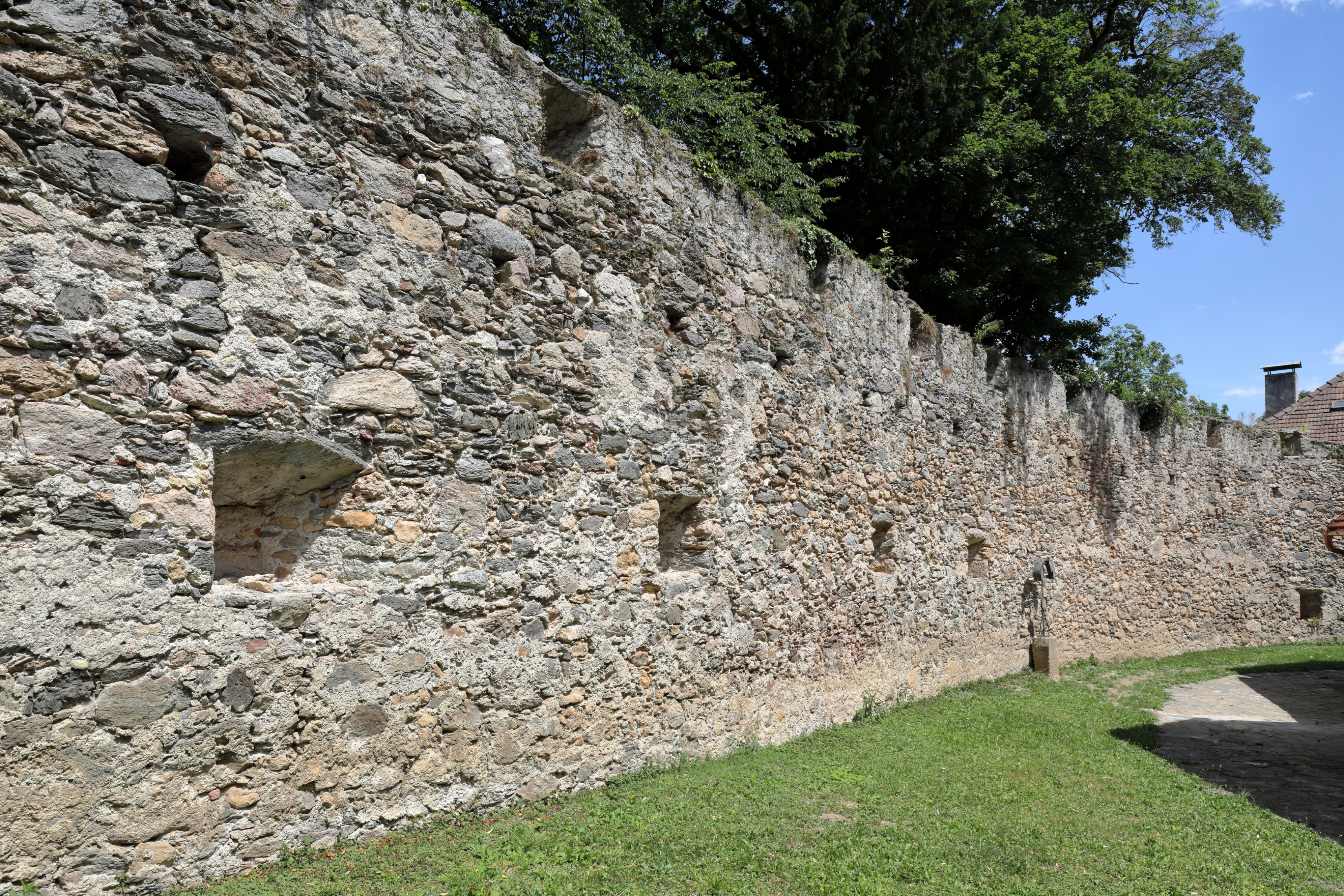
Nordseitige Wehrmauer

Die Kirche ist von einer hohen mittelalterlichen Wehrmauer umgeben. Die Schießschartenluken wurden vermauert und ein hölzerner Wehrgang 1970 abgetragen. In der Nordwestecke befindet sich ein mächtiger spätgotischer Turm über quadratischen Grundriss.

## Bildergalerie

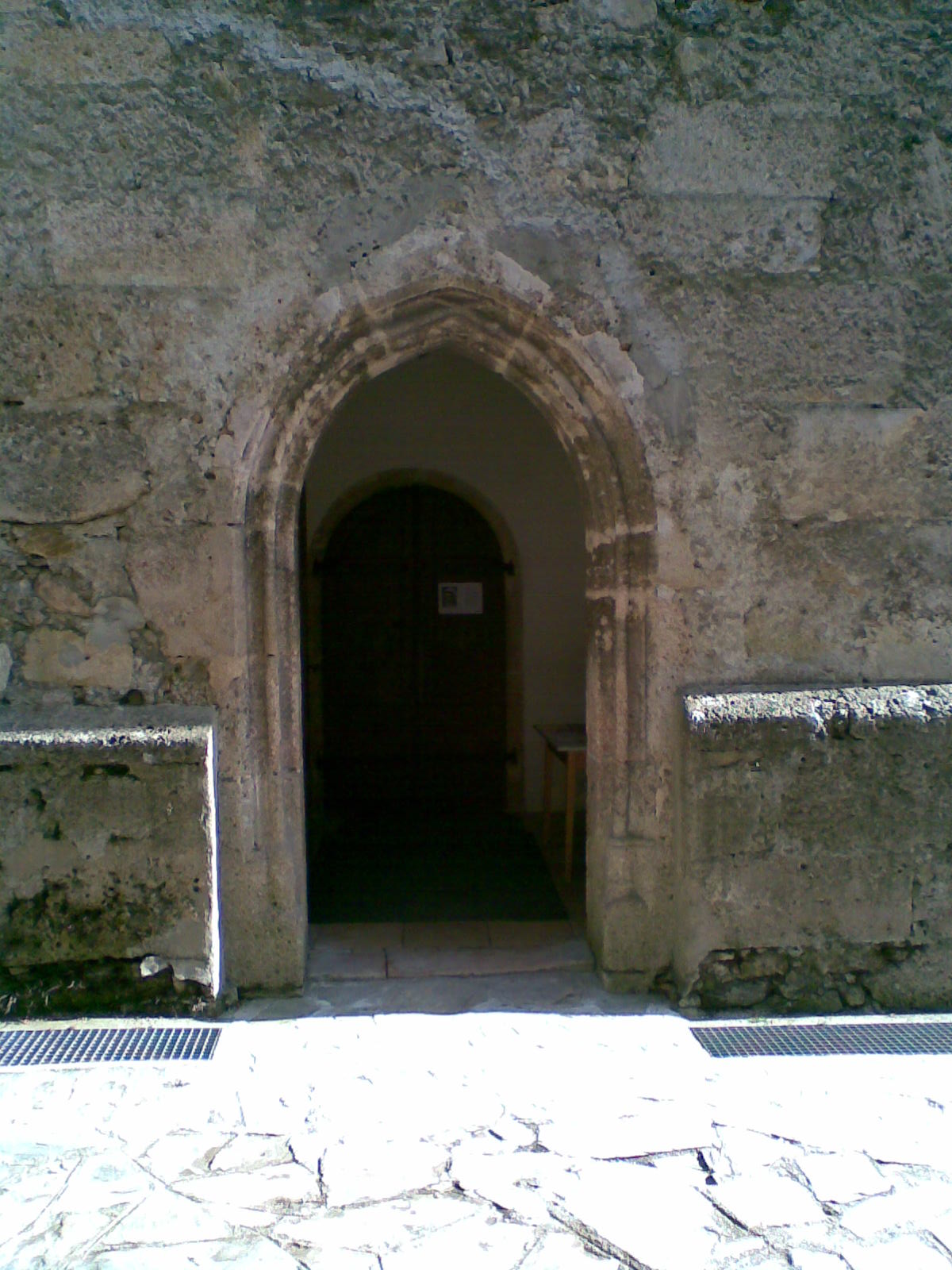
Hauptportal der Kirche
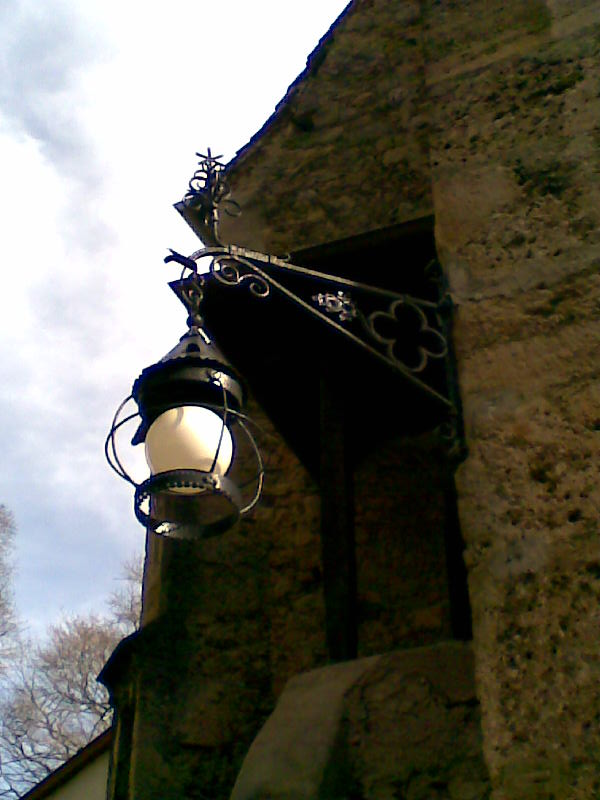
Schmiedeeiserner Aushänger 16. Jhdt.
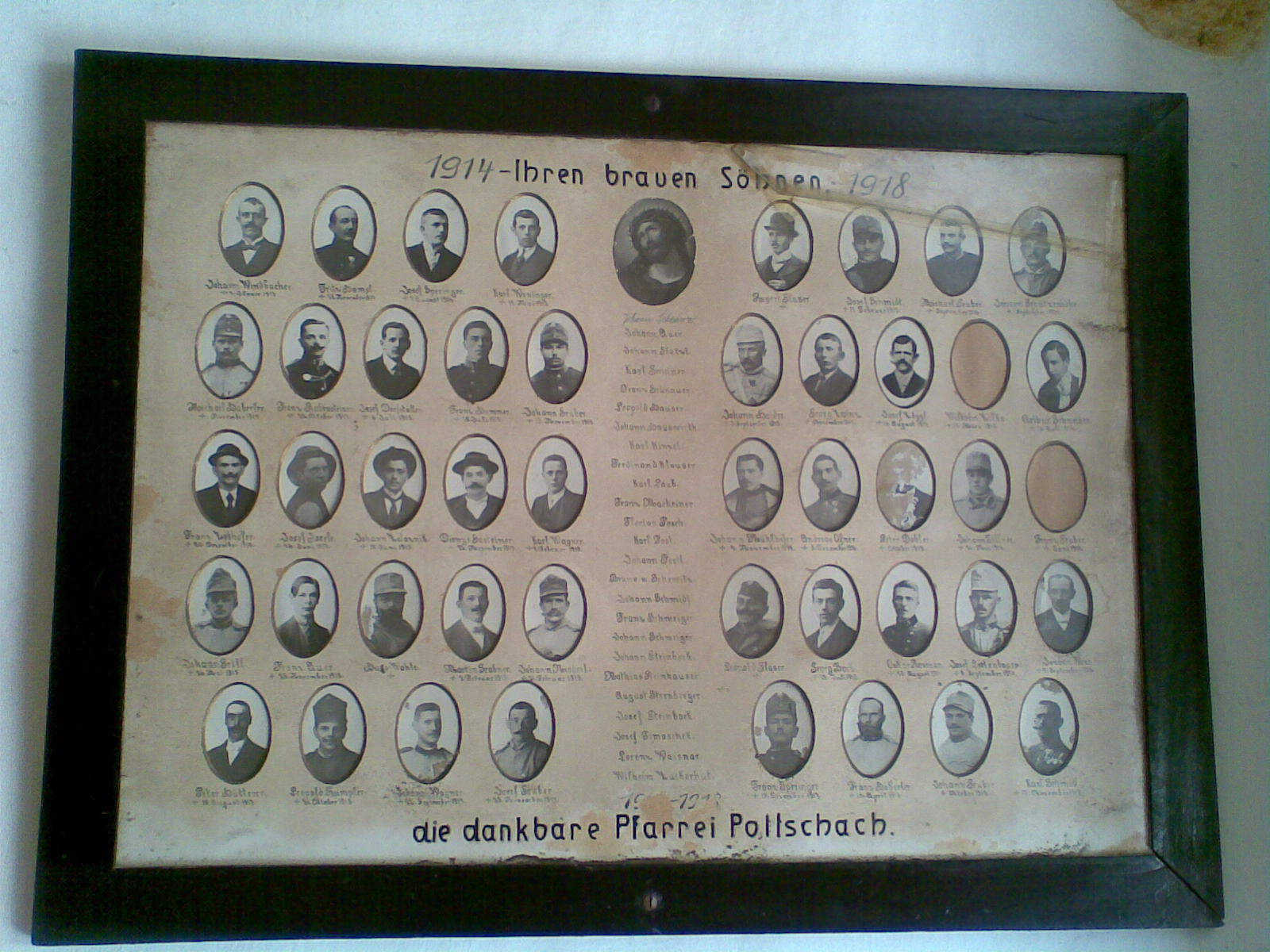
Gedenktafel
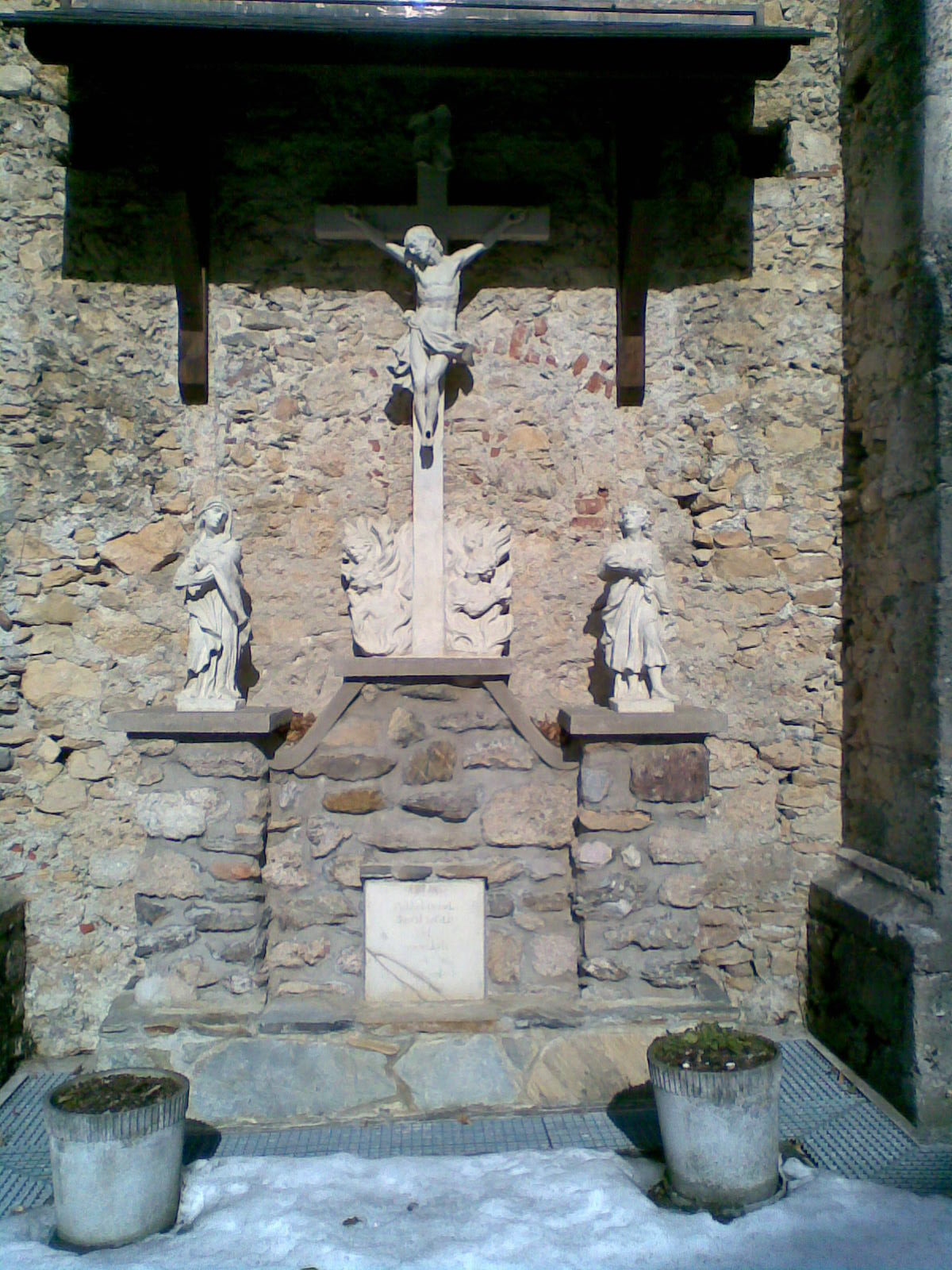
Kreuzigungsgruppe